# Atiba Hutchinson
Atiba Hutchinson (n. 8 februarie 1983, Brampton⁠(d), Ontario, Canada) este un fotbalist canadian retras din activitate, care a jucat pe post de mijlocaș la echipe ca Beșiktaș, Copenhaga și PSV. Pe plan internațional, are prezențe la națională pentru Canada U-20⁠(d), Canada U23⁠(d) și Canada.